# Lucian Cociuba

Lucian Cociuba (n. 18 ianuarie 1947, Târnova, județul Arad) este un grafician român. 
Studii: Facultatea de Arte, Pedagogia artei, Universitatea de Vest, Timișoara, 2002

## Biografie și expoziții
Carieră: Profesor gr. I; expune din 1967; Saloanele Naționale de Artă Plastică studențești din București, Cluj-Napoca, Timișoara
Expoziții personale: Satu Mare, 1972, 1974, 1975. Arad, 1975 în Galeria de Artă.
Expoziții de grup în străinătate, selectiv: Zuthpen (NL), 1974, Nyregyhaza (H), 1976, Ujgorod (UK), 1977, 1988, Wophfenbuttel (D),
1979, 1986, Budapesta “Art of today” (H), 1982, Resé (F), 1989 Szdreninanin (YU), 1992, Albany (SUA) “Project Housse”, 1994, Stockholm (SU) al 2-lea Annual Internațional de Grafică”, 1994, Seattle (SUA) “Post-Spiritualism”, 1975 “Der Tisch” (A), 2000, International Show – The Sharjah Arts Museum (U.A.E.). “Forum fur Kunst” – Heidelberg (D), 2001 World Mail Art – Project “Clinton” (J), 2004, Stuttgart (D), Oroszahaza (H), 2005, Arad “BienalaInternațională de Artă Contemporană”.
Expoziții în țară: 1972 – prezent: Satu Mare, București, Cluj, Suceava, Brașov, Sibiu, Tulcea, Timișoara, Deva, Reșița.
Deține lucrări în colecții particulare și de stat din: România, Austria, Ungaria, Franța, Germania, SUA, Elveția, Italia.
Activitate socială: membru în UAPR (din 1975) comisii de specialitate ale UAP, Ministerul Educației și cercetării, organizator de tabere de creație plastică pentru elevi și profesori, ilustrații de carte, Ed. Albatros, Ed. Viața Arădeană, Ed. Gutenberg Arad. Am realizat Capela Ortodoxă în școală, lucrări decorative de mari dimensiuni cu elevii, Stațiunea “2 Mai”, Biblioteca Județeană Arad, Casa Muzeu Dorobanți. 
Distincții, titluri:
1992 Diploma de merit “Ioan Slavici”, M.E.C./ISJ Arad,
2004, Cerificat de artist educator, Xantos – Grecia, 2006
2006, Diploma “Gh. Lazăr” cl. A III-a, Diploma Educatorului ideal ISJ Arad
2007 Profesor gr. I/ Mec/ISJ Arad. 
Premii obținute în țară și străinătate:
1970, 1971 – Mențiune, Grafică Saloane Studențești București și Cluj.
1983, 1985, 1987 – Premiul I, laureat la festivalul de Artă București.
1988, certificat de Atestat de Artă – Remscheid (D).
2004, Artist Educator of the Schoo” – Museum and the Academy of Children’s Xanthi – Hellas.
2003, The friends of the Fondation “Melina Mercouri” Thessaloniki, Grecia.
2005, Premiul de excelență “Concursul N. Toniza” – Bârlad (RO).
2005, Premiul “Open Doors” – Giurgiu (RO).
2005, Premiul Artist Educator of the School “Always Green, Always Blue”, Torun, Polonia.
2006, Certificat de participant: Project European “Comenius”, Arad. 
Participări în tabere de creție:
1974, Nyregyhaza (H)
1979, Ujgorod (UK)
1988, Remcheid (D) “Kunst in der Ladschaft”
1994, Hejce (H)
1975, Encs (H), Pinkafeld (AU) “Der Tisch”
1996, Nadudvar (H), Pinkafeld (AU) “Der Feuer”
1997 Monok (H)
2001, 2002, 2003 – Dorobanți (RO).
Reviste și publicații despre autor:
Arta, Cronica Satu Mare, Szatmary Hirlap, Artiști plastici sătmăreni (1975), “Arts of Today” Flacăra Roșie, Tribuna, Orizont, Adevărul, Contemporanul, Tribuna Școlii, Viața Arădeană, România Literară, Culoare și Formă (1990), Voros lobogo, Studioul Tv Arad, Intersat Arad, Studioul Tv Timișoara (1997), Rea Socialistă, familia, Elore, Dolgozo-No, Învățământul liceal, Jelen, Braseoilapok, Utunk, A Het, Utunk, Informația Bucureștiului, Who’s Who în România (2001), manual de Limba Română Cl. XII, Monografia orașului Arad (1999), cataloagele expozițiilor Filialei UAP Arad, etc.

## Lucrări și cronică
Trăsătură lângă trăsătură, decupând suprafețe pe albul colii, punându-le în relație, construind din secțiuni de mișcare și din fragmente de formă. O statică savantă sprijină dinamica interioară a compozițiilor. Constant figurativ, constant interpret al
figurativului, Lucian Cociuba
suprapune planul imediat, al aparentului, peste planul îndepărtat al imaginarului, peste cel oniric.
Din această suprapunere rezultă punerea în relație ai celor doi termeni ai artei – valoarea și idealul. O primă evidență este preocuparea pentru linie, alfabetul de fapt al acestui tip de grafică. Linia este devotată surprinderii mișcării, dar nu atât a celei la nivel fenomenal, cât esențial, adică mișcarea mișcarea spiritului uman în acest caz. Desenând, de pildă în tuș, o demonstrație populară, Lucian Cociuba merge până la spiritul ei, depășind ceea ce ține de întâmplarea instantaneului fotografic
și chiar de crochiul pictorului reporter. El nu face analiză psihologică surprinzând mai degrabă din unghi comportamental întregul
demonstrației. În pictură, pe care o practică de asemenea, domină neândoios desenul, suprafețele de culoare compunându-se progresiv
și așteptând înscrierea în materia lor a ceea ce este desenul, laborios în secțiuni, cumva modal.
Mai recent Lucian Cociuba a dedicat atenție unor probleme de texturi, studiu al integrării suportului material în structura
unică a imaginii plastice. S-a putut remarca, și cu acest prilej, că în planul tematic avem de-a face cu narațiuni concentrate raportînd sensibil asupra vieții interioare. Dealtminteri coeficientul de introspecție este neobișnuit de ridicat. Artistul își cenzurează drastic patetismul – spre care este totuși înclinat - , după cum, la limită (grotescul, ridicolul dar și sublimul sau grandiosul), intervine cu accente menite să-l echilibreze. Este o adevărată spaimă de extreme, spaimă ce devine ea însăși subiect, sau pe care o putem descifra în atmosfera unora dintre compozițiile sale. Unii au remarcat metafora lui Lucian Cociuba, alții predominanța figurativului. 
Observații care sunt, fiecare în parte, justificate. Și totuși, după ce te apropii de lucrările sale, după ce cunoști nu numai cartoanele intrate în expozițiile naționale, ci și cele care le-au pregătit, constați că metafora e un mijloc și nu un scop (vezi “Se naște clipa” sau “Zburătorul”), iar figuralul este o opțiune în ordinea esteticului, deci o ordine implicită, necesară, și nu a circumstanțialului (oricare ar fi acesta). Am făcut această observație spre a sublinia că orice încercare de a circumscrie
tipul de artă al lui Lucian Cociuba terbuie să fie de tip integrativ. El însuși, deși descompune imaginea și o ritmează în suprafețe sensibil conjugate, face o operație de integrare. Aduce adică în …. De lumină al sensibilității sale imagini din me…… sa afectivă. Tehnic el face o gravură a rebours, …..pune pe hîrtie ceea ce ar fi putut fi efectul impri….. unei gravuri, îndrăgostit de bogăția nuanțelor, de culoarea rafinată ce se poate descifra chiar între două tonuri ale ueni reproduceri grafice. De aici, sperăm, efinirea artei sale, se poate realiza în spiritul pe care-l subliniam. Ea este “negativul” unei intense trăiri psihice, redată
sub cenzura interioară a unei discreții ce devine ea însăși motiv de substanță artistică. Mihai Nadin 